# Cobalt(III)-sulfid
Cobalt(III)-sulfid ist eine chemische Verbindung des Cobalts aus der Gruppe der Sulfide.

## Gewinnung und Darstellung
Cobalt(III)-sulfid kann durch Reaktion von Cobalt oder Cobalt(II)-chlorid mit Kaliumcarbonat und Schwefel dargestellt werden.

## Eigenschaften
Cobalt(III)-sulfid ist ein grauer bis schwarzer Feststoff. Es besitzt eine Kristallstruktur des Spinell-Typs mit der Raumgruppe Fd3m (Raumgruppen-Nr. 227) (a = 9,44 Å).